# 텔레콤 타워
텔레콤 타워(영어: Telekom Tower)는 말레이시아 쿠알라룸푸르에 위치하고 있다.

## 같이 보기
- 말레이시아의 마천루 목록
- 쿠알라룸푸르의 마천루 목록